# The 100 Greatest Artists of All Time (Rolling Stone)
The 100 Greatest Artists of All Time er navnet på den liste over de største kunstnere gennem årene, som musiktidsskriftet Rolling Stone samlede i 2004, og opdaterede i 2011.
Listen blev samlet ved at lade 55 indbudte musikere, sangskrivere og branchefolk stemme om hvilke kunstnere de mente havde haft den største indflydelse, både på dem selv, og for nutidens musik.
For hver kunstner på listen, er der også en lille artikel skrevet af en velkendt kunstner eller producer.

## Top 20
De tyve højst placerede kunstnere på listen er:
1. The Beatles
2. Bob Dylan
3. Elvis Presley
4. The Rolling Stones
5. Chuck Berry
6. Jimi Hendrix
7. James Brown
8. Little Richard
9. Aretha Franklin
10. Ray Charles
11. Bob Marley
12. The Beach Boys
13. Buddy Holly
14. Led Zeppelin
15. Stevie Wonder
16. Sam Cooke
17. Muddy Waters
18. Marvin Gaye
19. The Velvet Underground
20. Bo Diddley